# Viandar de la Vera
Viandar de la Vera este un oraș din Spania, situat în provincia Cáceres din comunitatea autonomă Extremadura. Are o populație de 271 de locuitori (2007).

## Personalități născute aici
- Ernesto Valverde (n. 1964), fotbalist, antrenor.

1. ↑  Nomenclátor Geográfico de Municipios y Entidades de Población (20240402 edition)